# Aquila adalberti

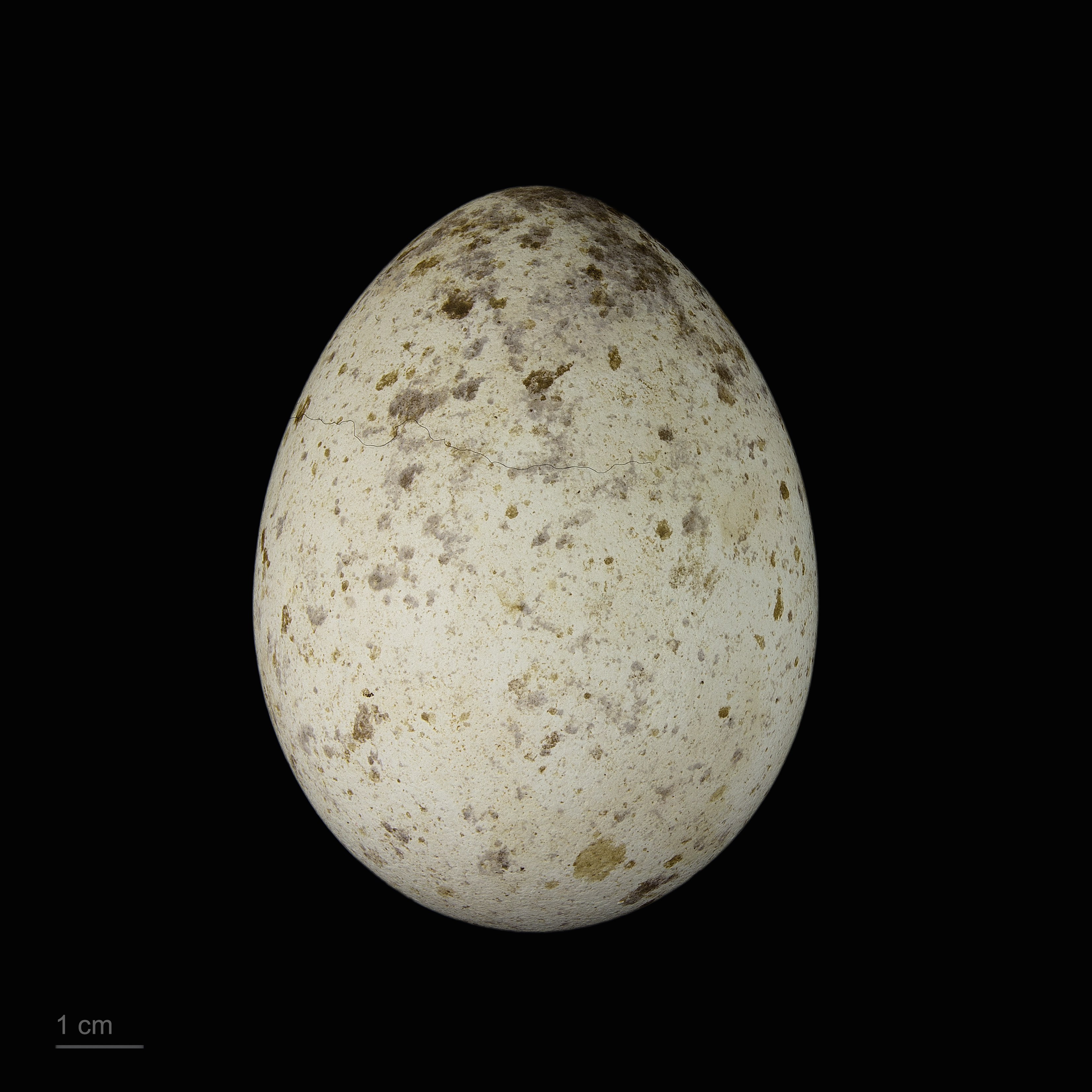
Aquila adalberti - MHNT

Acvila imperială iberică (Aquila adalberti) este o specie endemică din sud-estul Peninsulei Iberice și nordul Marocului. Până nu de mult era considerată o subspecie a acvilei imperiale (Aquila heliaca), dar studiul de ADNului ambelor specii de păsări a demonstrat că sunt suficient de separate ca să constituie două specii distincte. Acvila imperială iberică este în pericol de dispariție.

## Descriere
Penajul este cenușiu foarte închis pe tot corpul, cu exceptia umerilor și părților inalte ale aripilor care sunt albe. Ceafa este ușor palidă, fără linii de culoare deschisă cum are acvila imperiala orientală. În cazul indivizilor tineri acestea sunt cenușii-roșiatice, nu au penajul indivizilor maturi până la 5 ani, în același timp cu maturizarea sexuală. Mărimea medie a unui adult este de 80 cm înălțime și 2,8 kg, femelele sunt mai mari decât masculii, putând ajunge la 3,5 kg. Anvergura aripilor variază între 1,9 și 2,2 m.
Trăiesc în păduri de stejar de plută (Quercus suber) și stejar de stâncă (Quercus ilex) cu câmpuri deschise în apropiere. Alimentația este formată din: iepuri, vulpi, rozătoare, porumbei, corbi și alte păsări. Prăzile sunt mai mici decât la vulturul auriu.
Spre deosebire de acvila imperială din Eurasia și Africa orientală, specia iberică nu migrează. Fiecare pereche își apară teritoriul (cca. 2000 hectare) în tot timpul anului.

## Reproducția
Acvila imperială iberică este monogamă. Epoca de împerechere este între martie și iulie, în acest timp acvilele îmbunătățesc un cuib dintre cele care au folosit prin rotație anii trecuți. Aceste cuiburi sunt așezațe pe stejari de plută sau pini. În zonele reîmpădurite s-au obișnuit să-și facă cuibul în ecualipți, atât în ramurile înalte cât și în cele joase.
Femela depune 4/5 ouă de 130 grame și le incubează timp de 43 zile. Este destul de frecvent să crească până la trei pui, însă acest număr a început să scadă datorita pesticidelor care cresc numărul de ouă infertile. Dacă anul este rău și există puțină mâncare, puiul mai mare este dominant și este unicul supraviețuitor. Totuși, se poate spune că acvila imperială iberica nu practică cainismul. Când părinții pleacă în căutarea alimentelor, acoperă ouăle sau puii cu frunze și ramuri pentru a evita să fie descoperiți de alti răpitori. Uneori însă acest lucru nu este suficient și puii pot cadea pradă vulturului auriu sau, dacă cuibul este în ramuri joase, intrusul poate fi o vulpe sau alt mamifer carnivor de mărime medie.
Tinerii indivizi abandonează cuibul după 65-78 zile de la ecloziune, dar continuă să trăiască în apropiere și sunt alimentați de părinți încă 4 luni. După acest timp, devin independenți și încep o viață nomadă. Când ajung la maturitate sexuală obișnuiesc să viziteze limitele teritoriale ale perechilor sedentare în căutarea unor indivizi de sex opus. Tinerii indivizi sunt foarte des atacați de perechile adulte în al căror teritoriu au intrat.

## Stadiu de conservare
La începutul secolului al XX-lea, populația de acvile imperiale iberice era uridicată în mare parte din aria sa de răspândire.În ultimele decenii însă numărul indivizilor a scăzut dramatic. În ziua de azi există doar câteva apariții de indivizi nomazi în Portugalia și populația din Maroc este formată dintr-o unică pereche și probabil puii ei. În Spania trăiesc cca. 220 perechi adulte și un număr nedeterminat de tineri nomazi, concentrați în parcurile naționale Cabanieros și Coto de Doniana. Din 1991 se observă o mare diferență între femele și masculi, 70% dintre puii sunt masculi. În 2005 oamenii de știință au început aplicarea unui plan pentru a crește numărul de femele.